# Rauma (rivier)
De Rauma is een 68 km lange rivier in de Noorse provincies Innlandet en Møre og Romsdal. Ze ontspringt in het Lesjaskogsvatnet, waarna ze verder stroomt tot in de stad Åndalsnes, in de gelijknamige gemeente Rauma. Daar mondt de Rauma in de Romsdalsfjord en de Atlantische Oceaan uit.
Vroeger was de Rauma goed voor de zalmvisserij, maar het visbestand in de rivier heeft de laatste jaren te kampen met de zalmparasiet Gyrodactylus salaris, een soort platworm.

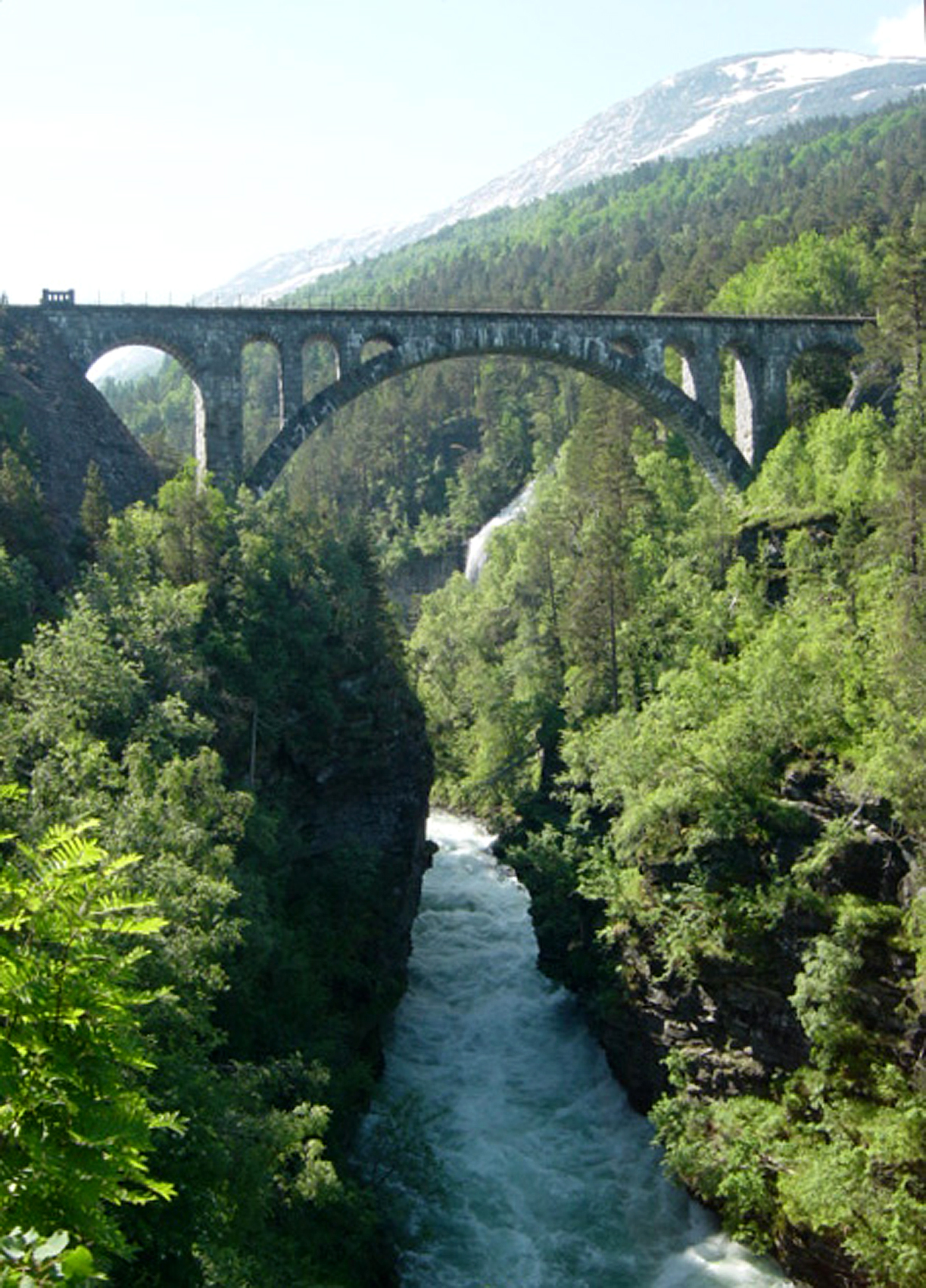
Kyllingbrug met stroomversnelling
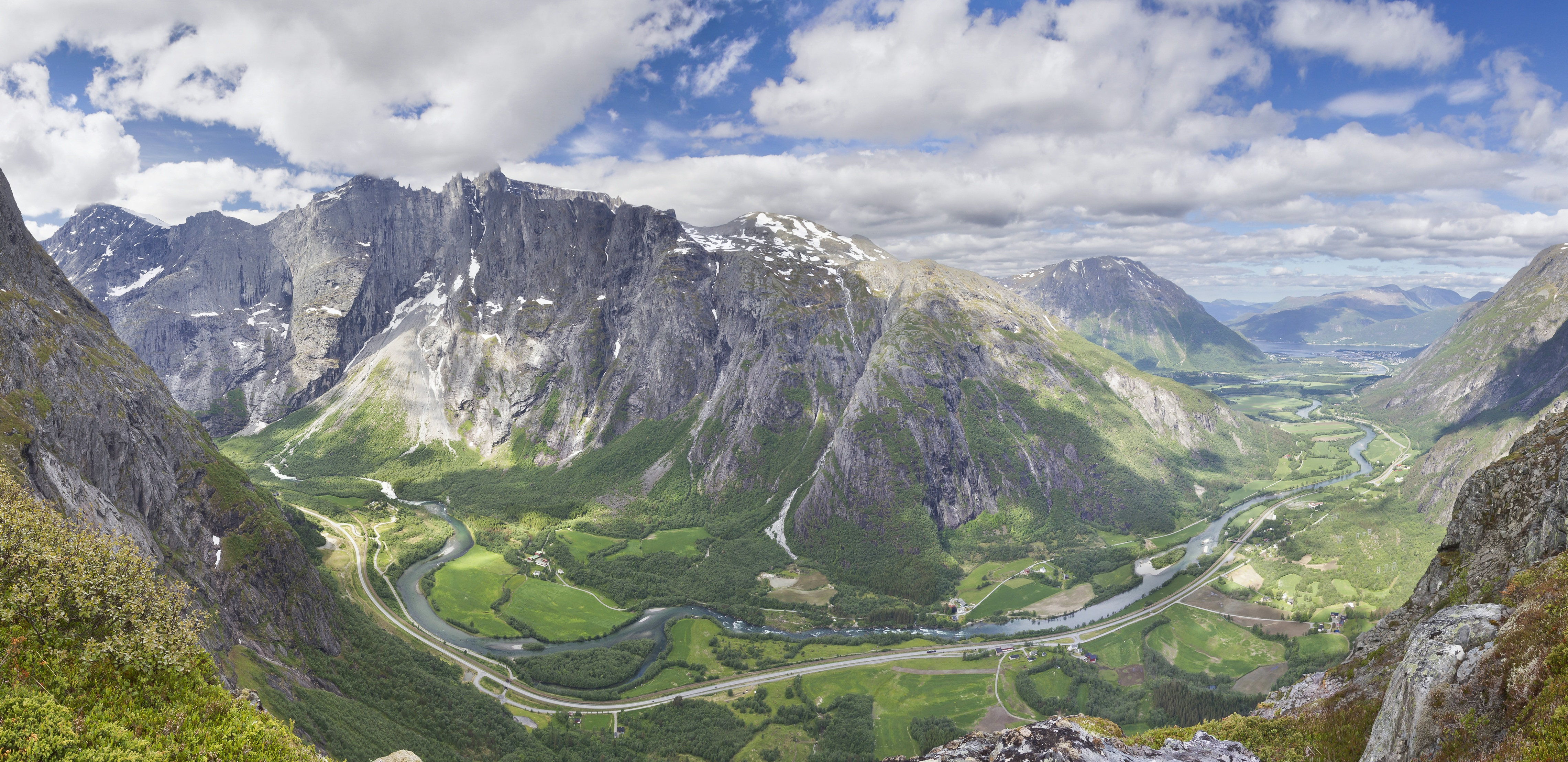
Benedenloop met de monding in de verte
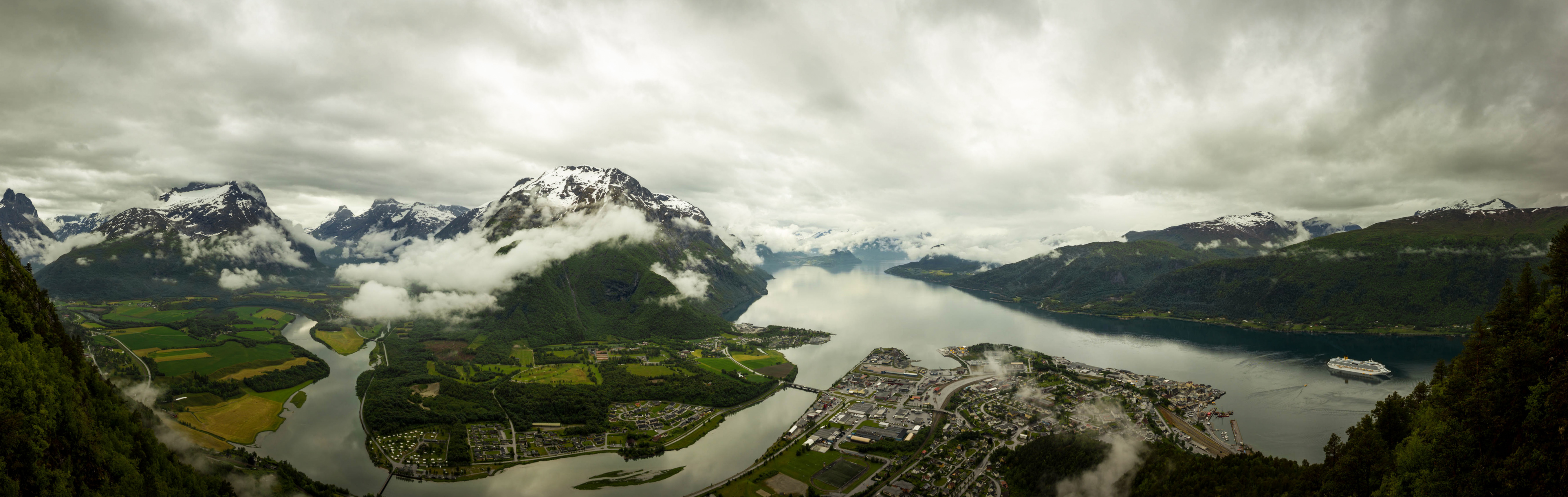
Monding in het Romsdalsfjord

- Nationale Bibliotheek van Israël: 987007546770005171
- Virtual International Authority File: 315132580